# Egyetemes felelősségtudat
Az Egyetemes felelősségtudat a 14. dalai láma, Tendzin Gyaco könyve, amelyet a róla szóló cikkek és a vele készített interjúk alapján készítettek eredetileg angol nyelven (Universal Responsibility and the Good Heart). A könyv a dalai láma életének az azt megelőző 20 évét foglalja össze olyan témákra vonatkozóan mint a buddhizmus, a politika, a nyugati tudományok, az egyetemes felelősség és a jószívűség. A könyvben a dalai láma által első nyugati útján (1973) adott tanítások szerepelnek. A praktikus tanácsokat felsorakoztató szövegből kiderül, hogy minden egyes érző lény az élete során hatalmas, egyetemes felelősséggel tartozik az emberi társadalomért, valamint a könyv segít közelebb kerülni annak megértésében, hogy milyen is valójában a világ. A magyar fordítást a Milarepa Tibeti Kulturális Központ, valamint a Trajan Könyvesműhely készítette a dalai láma 70. születésnapja előtt tisztelegve.

## Tartalma
A könyvben a dalai láma felhívja a figyelmet a kor súlyos problémáira, mint az energiaválság, a környezetszennyezés és a túlnépesedés, amely olyan méreteket öltött, hogy az emberek életét természeti katasztrófák is megnehezítik. Arra szólít fel mindnyájunkat, hogy a tényeket fogadjuk el, ismerjük el, és tegyünk meg minden tőlünk telhetőt, hogy helyreállítsuk a saját magunk által okozott károkat, amelyeket a nemtörődés, a kapzsiság és a felelőtlenség hozott életre. A dalai láma ugyanakkor hangsúlyozza, hogy a súlyos és összetett probléma ellenére az ember saját hatalmában áll megváltoztatni a jövőt pozitív irányban. Ez csak akkor lehetséges, ha a problémát olyan tudattal közelítjük meg, amely túlmutat az egyénieskedésen és a regionális gondolkodásmódon. Egyetemes gondolkodásmódot sürget, amely szem előtt tartja az emberek szükségleteinek és vágyainak azonosságát és végső soron az emberek egymás iránti kölcsönös függőségét és a testvériséget.

## Magyarul
- Tenzin Gyaco Őszentsége XIV. dalai láma: Egyetemes felelősségtudat; ford. Szántai Zsolt, versford. Szegedi Mónika; Milarepa Tibeti Kultúra Központ–Trajan, Bp., 2005